# Канивальский, Иван Матвеевич
Иван Матвеевич Канива́льский (1790—17 (29) мая 1856, Москва) — русский военачальник, генерал-майор, участник Отечественной войны 1812 года и Заграничного похода русской армии 1813—14 годов.

## Биография
Звание генерал-майор присвоено 30.07.1831 г.
Проживал с семьей в Москве в собственном доме на Остоженке (дом не сохранился, на его месте — огромный доходный дом 1915 года: ул. Остоженка, д. 5), в приходе церкви Сошествия Святого Духа у Пречистенских ворот.
В 1850-х годах дружил с молодым Л. Н. Толстым, который любил ходить в гости к Канивальским, где слушал рассказы об Отечественной войне 1812 года. Многое из услышанного в доме Канивальских Л. Н. Толстой использовал при написании романа «Война и мир».

Скончался 17 (29) мая 1856, похоронен в Москве, в Покровском монастыре.

## Семья
Жена — Мария Ефремовна, в девичестве Мухина (18 (30) апреля 1807—28 апреля (10 мая) 1884), дочь знаменитого русского врача Е.О. Мухина и сестра писателя А.Е. Мухина.

Дети:
- Дмитрий (10 (22) июля 1833—28 августа (9 сентября) 1854)
- Софья (1834—не ранее 1869), с 1856 г. замужем за князем Петром Дмитриевичем Кропоткиным (1826—?), в 1862—65 гг. — Можайским уездным предводителем дворянства.
- Николай (14 июня 1835—21 декабря 1835 (2 января 1836))[5]
- Елизавета (~1838—?)
- Александра (~1841—?)